# برای یک لحظه آزادی
برای یک لحظه آزادی فیلمی به کارگردانی و فیلمنامه‌نویسی آرش ریاحی، کارگردان ایرانی مقیم کشور اتریش است. این فیلم محصول سال ۲۰۰۸ اتریش، ترکیه و فرانسه است و در سینماهای اتریش، فرانسه و آلمان نمایش داده شده و در بیش از ۲۲ جشنوارهٔ جهانی تحسین شده است. ساخت این فیلم حدود پنج سال طول کشیده است.

## موضوع فیلم
این فیلم فرار سه گروه از دگراندیشان ایرانی را ترسیم کرده که پس از پشت سر گذاشتن راه‌های سخت گذر کوهستانی، خود را به ترکیه رسانده و از آنجا به عنوان متقاضیان پناهندگی، راهی کشوری شوند که سازمان ملل برای آنها تعیین می‌کند.